# Bysantinsk arkitektur
Med bysantinsk arkitektur avses arkitekturen i det bysantinska riket, en byggnadskonst som började utveckla sin särart ur den romerska arkitekturen mellan 330 e.Kr., då Konstantin flyttade den romerska huvudstaden till Konstantinopel (dagens Istanbul i Turkiet), och Justinianus regeringstid (527-565). Gradvis uppstod en stil som var tydligt påverkad av förebilder från Främre orienten och använde det grekiska korset för kyrkoplanerna i kombination med kupolen i de flesta av de byggnader som återstår idag. Med tiden fick tegel ersätta natursten som byggnadsmaterial samtidigt som man förhöll sig fritt till den klassiska kolonnordningen och ersatte de för antiken typiska skulpturala friserna med ett bildprogram i form av mosaiker.

## Tidig arkitektur och grunddrag
Av den tidiga bysantinska arkitekturen, väsentligen en fortsättning på den romerska, återstår idag främst verk i Istanbul: Hagia Sofia (532-537) och Hagia Eirene (564, båda uppförda under Justinianus) samt Sergius och Bacchus efter vars mönster San Vitale (526-547) i Ravenna uppfördes. Av den sekulära arkitekturen utgör de främsta resterna ruinerna av Konstantinopels murar och Yerebatan saray, den underjordiska pelarsalen som en gång fungerade som stadens vattenreservoar. På en fris i ett ostrogotiskt palats i Ravenna (idag San Apollinare Nuovo, 493-526) avbildas ett tidigt bysantinskt palats.
Redan de första kyrkobyggnader Konstantins lät bygga i Palestina var av två olika grundtyper: den axiala basilikan, till exempel Heliga gravens kyrka i Jerusalem (ca 380), och centralkyrkan, till exempel den nu förstörda oktagonala kyrkan i Antiochia (dagens Antakya i Turkiet). Central- eller korskyrkorna kröntes vanligen av kupoler över det centrala rummet. Detta cylinderformade rum omgavs av antingen tjocka murar genom vilka fördjupningar ledde in i byggnaden, som i Hagia Georgios i Thessaloniki (400-talet), av välvda sidoskepp, som i Santa Costanza i Rom (300-talet), eller av radierande annex som bildade en korsplan, som i Galla Placidias mausoleum i Ravenna (400-talet) eller, den kanske främsta av de bysantinska kyrkorna, Apostlakyrkan i Konstantinopel (500-talet).
Redan de tidigaste basilikorna försågs med valv och kupoler, i Hagia Eirene till exempel kröns det centrala rummet av två kupoler. Under kupolerna över centralkyrkor som Sergius och San Vitale har det oktagonala centralrummet utvidgats genom absider. En unik syntes mellan basilikans och centralkyrkans grundplan uppnåddes i Hagia Sofia: Där har den centrala kvadraten med sidor på 30 meter förlängts åt öst och åt väst genom två stora halvcirklar. Dessa har i sin tur utvidgats med tre mindre absider åt öst och två på var sin sida om mittaxeln åt väst. Resultatet är ett närmast rektangulärt rum på omkring 80 x 30 meter. Det täcks av den stora kupolen, över den centrala kvadraten, i väst och öster uppburen av två halvkupoler och i norr och söder av välvda sidoskepp i två våningar. Tillsammans bildar denna komposition en kvadrat i plan.
Den stora Apostlakyrkans korsformade plan hade fem kupoler, den högre över korsmitten, men efter den byggdes inga kyrkor som kunde mäta sig med de justinianska och alla kyrkor därefter var antingen basilikala eller centrala. Den typiska bysantinska kyrkoplanen bestod av en kvadrat uppdelad i nio delar med en större kvadrat i mitten under en stor kupol. Denna centrala kvadrat öppnade sig i kardinalriktningarna så att de angränsande rummens valv blev högre än de kvadratiska utrymmena i planens hörn. Resultatet blev en plan som dominerades av ett mittskepp med två transept centrerade kring en antingen kvadratisk eller oktagonal korsmitt. Utanpå den östra sidan lades tre absider till och längs med hela västsidan en grund entréhall. Utanför den förlades en kvadratisk gård försedd med en fontän under en baldakin. Öster om korsmitten delades rummet av en skärm, ikonostasen med ikonerna, med altaret och patriarkens tron i öst flankerad av sakristiorna.

## Senare arkitektur
Exteriört utmärks de bysantinska kyrkorna, i synnerhet efter den arabiska expansionen, av dekorativa tegelmönster som kan sägas utgöra en motsvarighet till moskéernas utvändiga kakelmönster och antikens skulpturfriser. De påminner också starkt om den persiska kakelkonsten. I interiören täcker mosaiker och fresker alla ytor i de övre delarna med dekorativa marmorplattor i färgrika kontraster nedanför.

## Inflytande
Den bysantinska arkitekturen fick ett stort inflytande i väst innan den trängdes undan av den romanska arkitekturen, en av de mest välkända kyrkobyggnader där är Markuskyrkan i Venedig. Ett djupare och mer varaktigt arv kan skönjas österut. Dels i den islamiska arkitekturen där man kan se efterföljare, förutom i det osmanska riket som ersatte det bysantinska, i Umayyadmoskén i Damaskus och Klippdomen i Jerusalem. I de ortodoxa länderna – som Grekland, Ryssland, Serbien och Rumänien – fortlevde den bysantinska arkitekturen långt efter Konstantinopels fall 1453 och ledde till slut till att lokala skolor skapades.

## Relaterade termer
- arkadgesims
- korskupolkyrka
- impostkapitäl
- tärningskapitäl
- ikon

## Bysantinska byggnadsverk
- Hagia Sofia, Istanbul
- Mistra, Grekland
- Markuskyrkan, Venedig